# Чесловас Юршенас
Чесловас Юршенас (лит. Česlovas Juršėnas; нар. 18 травня 1938, Паніжішкес, Литва) — відомий литовський політик і тележурналіст. Голова Сейму Литовської республіки 1993—1996 та 2008. Також підписант Акту відновлення державності Литви (1990). Член президії Литовської соціал-демократичної партії. Кавалер ордена князя Ярослава Мудрого (Україна, 2006).
Кандидат в Президенти Литви на виборах 2004 року.
Президент Литовської федерації шахів.

## Життєпис
Народився в родині Антанаса Юршенаса — ветерана польської армії, який брав участь у Варшавській битві 1920 року.
1955 закінчив Ігналінську середню школу і вступив на журналістський факультет Вільнюського університету. З 1960 — співробітник газети «Tiesa». З 1964 — на телебаченні. Всього працює 15 років як журналіст.
1973 закінчив Вищу партійну школу в Ленінграді. 1973—1975 — інструктор ЦК КП Литовської ССР.
1975—1978 — заступник начальника відділу культури Ради Міністрів Литовської ССР. 1978—1983 — редактор газети Vakarinės Naujienos. 1983—1988 завідувач сектору преси, телебачення і радіо ЦК КП Литовської ССР.
1988—1989 — працював на телебаченні. Був ведучим популярного шоу «Хвиля відродження», яка пропагувала ідеї відновлення державності Литви.
1989 призначений представником Уряду Литви зі зв'язків з пресою.

### Відновлена Литва
1990—1992 — депутат Відновного Сейму. Обирався віце-спікером. 11 березня 1990 — один із тих, хто підписав Акт відновлення державності Литви.
1992—1996 — депутат Сейму Литовської Республіки. Висунутий Демократичною партією праці Литви, яку створили політики лівих поглядів. Знову обраний заступником голови Сейму, а 1993—1996 — голова Сейму.
1996—2000 знову депутат Сейму. 1997—2000 — член Швянчонської районної ради.
2000—2004 — депутат Сейму. Перший заступник голови, а 2004 тимчасово виконував обов'язки голови Сейму. Працював у комітеті із закордонних справ.
2004—2008 — депутат Сейму від Литовської соціал-демократичної партії. Обіймав посаду заступника голови (2004—2006), першого заступника голови (2006—2008), голови Сейму (2008).
Володіє російською, польською та німецькою мовами .

## Приватне життя
Дружина — Ядвіга. Син Саулюс Юршенас — професор Вільнюського університету.
Захоплюється шахами.